# Temporada 1987-88 de los Houston Rockets
La temporada 1987-88 fue la decimoséptima de los Houston Rockets en su localización de Texas, y la vigésimo primera en la NBA, tras haber jugado las cuatro primeras en San Diego (California). La temporada regular acabó con 46 victorias y 36 derrotas, ocupando el sexto puesto de la conferencia Oeste, clasificándose para los playoffs, en los que cayeron en semifinales de conferencia ante los Dallas Mavericks.

## Elecciones en elDraft
| Ronda | Puesto | Jugador  | Posición | Nacionalidad   | Universidad |
| ----- | ------ | -------- | -------- | -------------- | ----------- |
| 2     | 35     | Doug Lee | Escolta  | Estados Unidos | Purdue      |

## Temporada regular
| División Medio Oeste | División Medio Oeste | División Medio Oeste | División Medio Oeste | División Medio Oeste | División Medio Oeste | División Medio Oeste | División Medio Oeste | División Medio Oeste |
| Equipo               | G                    | P                    | %                    | PD                   | Casa                 | Fuera                | Div                  |                      |
| -------------------- | -------------------- | -------------------- | -------------------- | -------------------- | -------------------- | -------------------- | -------------------- | -------------------- |
| y-Denver Nuggets     | 54                   | 28                   | .659                 | –                    | 35–6                 | 19–22                | 18–12                |                      |
| x-Dallas Mavericks   | 53                   | 29                   | .646                 | 1                    | 33–8                 | 20–21                | 20–10                |                      |
| x-Utah Jazz          | 47                   | 35                   | .573                 | 7                    | 33–8                 | 14–27                | 18–12                |                      |
| x-Houston Rockets    | 46                   | 36                   | .561                 | 8                    | 31–10                | 15–26                | 13–17                |                      |
| x-San Antonio Spurs  | 31                   | 51                   | .378                 | 23                   | 23–18                | 8–33                 | 12–18                |                      |
| Sacramento Kings     | 24                   | 58                   | .293                 | 30                   | 19–22                | 5–36                 | 9–21                 |                      |

## Playoffs

### Primera ronda
Dallas Mavericks vs. Houston Rockets 
| Fecha       | Partido                                   | Ciudad  |
| ----------- | ----------------------------------------- | ------- |
| 28 de abril | Dallas Mavericks 120, Houston Rockets 110 | Dallas  |
| 30 de abril | Dallas Mavericks 108, Houston Rockets 119 | Dallas  |
| 3 de mayo   | Houston Rockets 92, Dallas Mavericks 93   | Houston |
| 5 de mayo   | Houston Rockets 98, Dallas Mavericks 107  | Houston |
|             | Dallas Mavericks gana las series 3-1      |         |

## Estadísticas
| Rk | Jugador           | Edad | P  | PT | MP   | TC  | TCI  | %TC  | T3  | T3I | %T3  | TL  | TLI | %TL  | RO  | RD  | RT   | AS  | RB  | TAP | BP  | FP  | PTS  |
| -- | ----------------- | ---- | -- | -- | ---- | --- | ---- | ---- | --- | --- | ---- | --- | --- | ---- | --- | --- | ---- | --- | --- | --- | --- | --- | ---- |
| 1  | Ralph Sampson     | 27   | 19 | 19 | 37.1 | 6.3 | 14.3 | .439 | 0.1 | 0.3 | .333 | 3.3 | 4.5 | .741 | 3.1 | 6.0 | 9.1  | 1.9 | 0.9 | 1.7 | 3.3 | 3.3 | 15.9 |
| 2  | Hakeem Olajuwon   | 25   | 79 | 79 | 35.8 | 9.0 | 17.5 | .514 | 0.0 | 0.1 | .000 | 4.8 | 6.9 | .695 | 3.8 | 8.3 | 12.1 | 2.1 | 2.1 | 2.7 | 3.1 | 4.1 | 22.8 |
| 3  | Rodney McCray     | 26   | 81 | 80 | 33.2 | 4.4 | 9.2  | .481 | 0.0 | 0.0 | .000 | 3.6 | 4.5 | .785 | 2.9 | 4.9 | 7.8  | 3.3 | 0.7 | 0.6 | 1.8 | 2.0 | 12.4 |
| 4  | Sleepy Floyd      | 27   | 59 | 55 | 31.1 | 4.9 | 11.3 | .431 | 0.2 | 0.9 | .250 | 3.1 | 3.6 | .860 | 0.9 | 2.6 | 3.5  | 6.2 | 1.2 | 0.2 | 2.6 | 2.4 | 13.1 |
| 5  | Allen Leavell     | 30   | 80 | 54 | 26.9 | 3.6 | 8.3  | .437 | 0.2 | 1.1 | .216 | 2.7 | 3.1 | .869 | 0.3 | 1.6 | 1.9  | 5.1 | 1.6 | 0.1 | 1.6 | 2.0 | 10.2 |
| 6  | Jim Petersen      | 25   | 69 | 50 | 26.0 | 3.6 | 7.1  | .510 | 0.0 | 0.1 | .167 | 1.7 | 2.2 | .745 | 2.1 | 4.2 | 6.3  | 1.5 | 0.5 | 0.6 | 1.7 | 2.9 | 8.9  |
| 7  | Joe Barry Carroll | 29   | 63 | 16 | 25.3 | 5.1 | 11.3 | .452 | 0.0 | 0.0 | .000 | 1.8 | 2.4 | .748 | 1.7 | 4.5 | 6.3  | 1.5 | 0.6 | 1.3 | 1.9 | 2.4 | 12.0 |
| 8  | Purvis Short      | 30   | 81 | 11 | 24.1 | 5.9 | 12.2 | .481 | 0.1 | 0.3 | .238 | 2.5 | 3.0 | .858 | 0.9 | 1.9 | 2.7  | 2.0 | 0.7 | 0.2 | 1.5 | 2.4 | 14.3 |
| 9  | Robert Reid       | 32   | 62 | 31 | 15.8 | 2.7 | 5.7  | .463 | 0.2 | 0.5 | .382 | 0.8 | 1.0 | .794 | 0.6 | 1.4 | 2.0  | 1.1 | 0.4 | 0.1 | 0.7 | 1.9 | 6.3  |
| 10 | Steve Harris      | 24   | 14 | 10 | 14.2 | 2.4 | 6.1  | .395 | 0.0 | 0.1 | .000 | 1.1 | 1.1 | .938 | 0.9 | 0.6 | 1.5  | 1.2 | 0.6 | 0.1 | 0.4 | 1.1 | 5.9  |
| 11 | Buck Johnson      | 24   | 70 | 2  | 12.6 | 2.2 | 4.3  | .520 | 0.0 | 0.1 | .125 | 1.0 | 1.3 | .736 | 1.1 | 1.3 | 2.4  | 0.7 | 0.4 | 0.4 | 0.8 | 1.8 | 5.4  |
| 12 | Cedric Maxwell    | 32   | 71 | 0  | 11.9 | 1.1 | 2.4  | .468 | 0.0 | 0.0 | .000 | 1.5 | 2.0 | .769 | 1.0 | 1.5 | 2.5  | 0.8 | 0.3 | 0.2 | 0.8 | 1.1 | 3.8  |
| 13 | World B. Free     | 34   | 58 | 0  | 11.8 | 2.5 | 6.0  | .409 | 0.1 | 0.6 | .229 | 1.4 | 1.7 | .800 | 0.2 | 0.5 | 0.8  | 1.0 | 0.3 | 0.1 | 0.8 | 1.3 | 6.4  |
| 14 | Andre Turner      | 23   | 12 | 0  | 8.3  | 1.0 | 2.8  | .353 | 0.1 | 0.6 | .143 | 0.8 | 1.2 | .714 | 0.3 | 0.3 | 0.7  | 1.9 | 0.6 | 0.1 | 1.0 | 1.1 | 2.9  |
| 15 | Lester Conner     | 28   | 52 | 3  | 7.7  | 1.0 | 2.1  | .463 | 0.0 | 0.1 | .000 | 0.6 | 0.8 | .780 | 0.4 | 0.3 | 0.7  | 1.1 | 0.7 | 0.0 | 0.6 | 0.6 | 2.5  |
| 16 | Richard Anderson  | 27   | 12 | 0  | 4.4  | 0.9 | 2.2  | .423 | 0.5 | 1.3 | .400 | 0.3 | 0.4 | .800 | 0.8 | 0.7 | 1.4  | 0.3 | 0.1 | 0.0 | 0.1 | 0.3 | 2.7  |

## Galardones y récords
| Jugador        | Galardón                                                             |
| Akeem Olajuwon | Mejor quinteto de la NBA Mejor quinteto defensivo de la NBA All-Star |
| Rodney McCray  | Mejor quinteto defensivo de la NBA                                   |